# Podocarpus fasciculus
Podocarpus fasciculus là một loài thực vật hạt trần trong họ Thông tre. Loài này được de Laub. miêu tả khoa học đầu tiên năm 1985. Chúng được tìm thấy ở Nhật Bản và Đài Loan, nhưng đang bị đe dọa do mất môi trường sống. 